# Drei Brüder (Freimaurerloge)
Die polnische Freimaurerloge  „Drei Brüder“  (auch: Trzech Braci (na wschodzie Warszawy), auch: Trois Frères) wurde 1744 von Andrzej Mokronowski und Stanisław Lubomirski in Warschau, Polen-Litauen gegründet.
Franciszek Longchamps de Bérier stand zunächst der Loge vor. Sie wurde 1766 und 1769 neugegründet, zuletzt durch die Loge Der tugendhafte Sarmate. Die Loge war seither deutschsprachig. Alois Friedrich von Brühl führte in ihr die Strikte Observanz ein.